# Акефалы

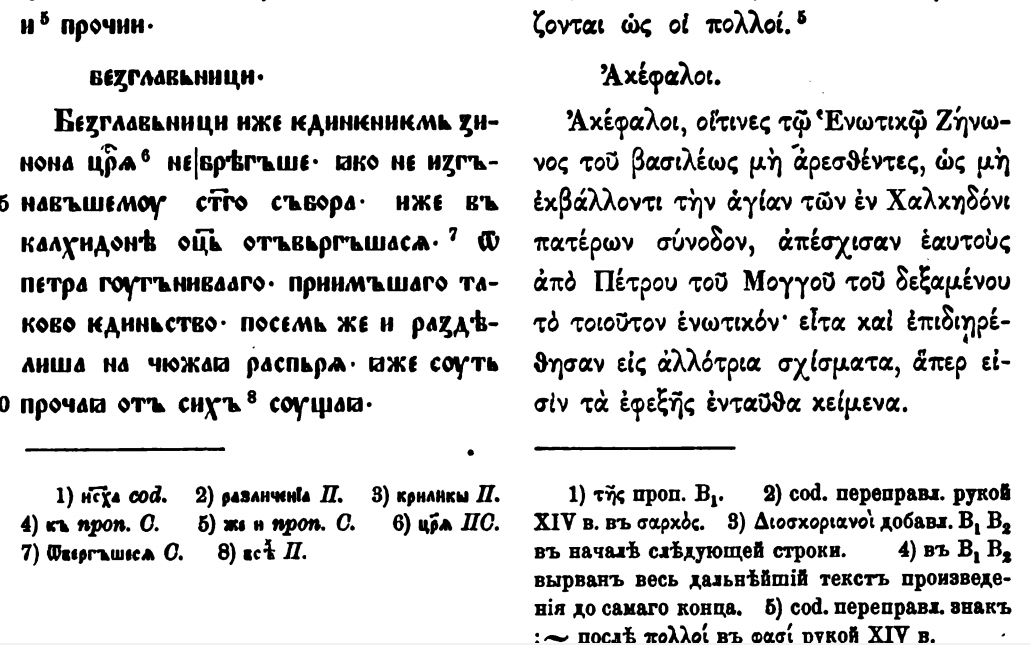
Тимофей Константинопольский об акефалах в книге Бенешевича В. Н. Древнеславянская кормчая XIV титулов без толкования. СПб, 1907. Т. 1.

Акефа́лы, акефали́ты (греч. ἀκέφαλοι — «безглавые») — название ряда церковных групп, существовавших в истории христианства. Впервые было применено к участникам Третьего Вселенского собора, не вставшим на сторону как Кирилла Александрийского, так и Иоанна Антиохийского.
В конце V века такое название получила радикальная монофизитская партия в древней Александрийской церкви. Она появилась после подписания александрийским патриархом Петром Монгом «Энотикона» императора Зенона (482 год), не содержавшего анафемы Халкидонскому собору, крайними противниками решений которого были акефалы. При отделении от Петра Монга эта партия не имела епископского возглавления и по этой причине получила название «безглавые» (греч. ἀκέφαλοι).
Лидерами секты были антинойский епископ Феодор, архимандрит Андрей, пресвитеры Юлиан и Иоанн, диаконы Элладий и Серапион и софист Павел. История формирования секты акефалов изложена в шестой книге «Церковной истории» Псевдо-Захария. Акефалы приобрели значительное влияние в Александрии; их, согласно Псевдо-Захарию, насчитывавалось 30 000 человек (из них 10 епископов).
В одном из акефальных монастырей принял постриг Севир Антиохийский, проживал там некоторое время, а позже поддерживал их. Воссоединение египетских акефалов с монофизитской Церковью произошло при Александрийском патриархе Диоскоре II (516—517 годы), который анафематствовал Халкидонский собор. 
Самые поздние свидетельства о существовании секты акефалов относятся к правлению императора Маврикия (582—602 годы).
У ряда авторов VII—VIII веков (Софроний Иерусалимский, Иоанн Дамаскин и другие) акефалами называются все монофизиты, как не имеющие общепризнанного главы.

## Сноски и источники
1. 1 2 3 4 5  Священник Олег Давыденков. Акефалы // Православная энциклопедия. — М., 2000. — Т. I : А — Алексий Студит. — С. 390. — 40 000 экз. — ISBN 5-89572-006-4.
2. 1 2  Сидоров А. И. Феодор Раифский и Феодор Фаранский. Дата обращения: 16 января 2008. Архивировано из оригинала 7 ноября 2011 года.
3. ↑  Карташев А. В. Вселенские Соборы. Клин, 2004 г.